# Joseph Bost
Joseph Robert „Joe” Bost (ur. 4 sierpnia 1956 w Irvington) – amerykański judoka. Olimpijczyk z Montrealu 1976, gdzie zajął osiemnaste miejsce w wadze lekkiej.
Uczestnik turniejów krajowych.

## Letnie Igrzyska Olimpijskie 1976
| Konkurencja | Rundy eliminacyjne       | Klas. końcowa |
| Konkurencja | Przeciwnik I             | Miejsce       |
| ----------- | ------------------------ | ------------- |
| 63 kg       | Connie Alexander (GBR) P | 18.           |